# Spirit of Eden
Spirit of Eden četvrti je studijski album britanskog sastava Talk Talk. Diskografska kuća Parlophone objavila ga je 12. rujna 1988. Pjesme za uradak napisali su pjevač Mark Hollis i producent Tim Friese-Greene, a nastale su tijekom dugotrajnih procesa snimanja između 1987. i 1988. u Wessex Sound Studiosu u Londonu. Često radeći u mraku, sastav je snimio nekoliko sati improviziranih izvedbi koje su se oslanjale na obilježja jazza, ambijentalne glazbe, bluesa, klasične glazbe i duba. Tim je dugačkim snimkama potom uvelike skraćeno trajanje i izmijenjen aranžman.
Skupina se na tom uratku drastično odmaknula od pristupačnijeg glazbenog stila s prethodnih uradaka. U usporedbi s albumom The Colour of Spring iz 1986. nije polučio komercijalni uspjeh. Usprkos podijeljenim dojmovima njegov je ugled s vremenom narastao; suvremeni recenzenti smatraju ga podcijenjenim remek-djelom i ranim pretkom žanra post-rocka. Godine 2013. New Musical Express postavio ga je na 95. mjesto popisa „500 najboljih albuma svih vremena”, a sedam godina poslije uvrstio ga je na popis najboljih novovalnih albuma.

## Kontekst
Sastav Talk Talk, na čijem je čelu bio Mark Hollis, osnovan je početkom osamdesetih godina 20. stoljeća u Engleskoj. Hollis je već na početku izjavio da ga najviše nadahnjuju glazbenici impresionisti poput Milesa Davisa, Johna Coltranea, Béle Bartóka i Claudea Debussyja, ali ti utjecaji nisu bili prisutni na prvim dvama albumima sastava – The Party's Over (1982.) i It's My Life (1984.); kritičari su uspoređivali skupinu s tadašnjim novovalnim sastavima, a naročito s Duran Duranom. Hollis je mane u ranoj glazbi sastava djelomično pripisao činjenici da se zbog manjka novca morao služiti sintesajzerima umjesto akustičnim glazbalima.
Premda kritičari nisu bili naklonjeni ranim radovima sastava, prva su dva albuma bila komercijalno uspješna u Europi. Grupa je tako zaradila dovoljno novca da tijekom rada na idućem albumu The Colour of Spring (1986.). Više se nije morala oslanjati na sintesajzere; glazbenici su improvizirali nekoliko sati, a Hollis i producent Tim Friese-Greene uredili su i aranžirali izvedbe kako bi stvorili željeni zvuk. Na uratku je uz Hollisa i Friese-Greenea sviralo ukupno šesnaest glazbenika. The Colour of Spring postao je najuspješniji uradak skupine; prodan je u više od dva milijuna primjeraka i omogućio skupini da ode na svjetsku turneju. U to su vrijeme minimalistične pjesme kao „April 5th”, „Chameleon Day” i odbačena skladba „It's Getting Late in the Evening” najavile idući glazbeni stil skupine.

## O albumu

### Snimanje
Nakon komercijalnog uspjeha The Colour of Springa EMI je sastavu omogućio veće izdatke tijekom snimanja albuma Spirit of Eden. Skupina je također imala potpunu kontrolu nad snimanjem; njezinu menadžeru i EMI-evim čelnicima nije bio dopušten pristup studiju tijekom snimanja. Snimanje je počelo 1987. u Wessex Studiosu u Londonu i trajalo je otprilike godinu dana.
Snimanje se odvijalo u zamračenu studiju uz projekcije uljanih boja i stroboskopska svjetla. Inženjer zvuka Phill Brown komentirao je da su taj album i idući album Laughing Stock „snimljeni potpuno slučajno i nakon sati i sati isprobavanja svega što se moglo nasnimiti”. Dodao je da je „slušanje istih šest pjesama osam mjeseci dvanaest sati dnevno u mraku postalo prilično zahtjevno. Vrlo se malo razgovaralo s glazbenicima koji su dolazili svirati. Odveli bi ih u studio u mraku i u slušalicama bi pustili pjesmu”.

### Stil
Pišući za The Guardian, Graeme Thomson izjavio je da uradak sadrži „šest improviziranih skladbi punih prostora i neubrzana ritma” u kojima „pastoralni jazz, suvremena klasična [glazba], folk, prog rock i opušteni blues” zajedno tvore „jedinstvenu, tvrdoglavo nekomercijalnu glazbenu tapiseriju” koja će se naknadno nazivati „post-rockom”. U članku za Birmingham Post Simon Harper istaknuo je kako se na uratku „povezuju jazz, klasična glazba, rock i prostrani odjeci duba, a tišina se upotrebljava gotovo kao zasebno glazbalo”. Premda je uradak upečatljiv po mirnim zvučnim krajolicima, Graham Sutton iz skupine Bark Psychosis izjavio je: „Buka je bitna. Nikad mi nisu bili jasni ljudi kojima se sviđao Talk Talk i koji su ga smatrali nečim 'dobrim za opuštanje', a ja sam uvijek volio nevjerojatnu intenzivnost i dinamiku.”
Hollisovi stihovi odražavaju njegove vjerske i duhovne nazore. Premda je istaknuo da su mu stihovi vjerske tematike, rekao je da se ne temelje na određenoj vjeri i da ih radije smatra „humanitarnim”. Pjesma „I Believe in You” nazvana je „protuheroinskom pjesmom”. Upitan jesu li stihovi utemeljeni na vlastitu iskustvu, Hollis je odvratio: „Uopće ne. No upoznao sam ljude koje je on toliko sjebao. U rocku se toliko jebeno slavi, a to je nešto grozno i užasno.”

## Ugovorni spor s EMI-em
Do početka ožujka 1988. skupina je završila sa snimanjem uratka i EMI-u je poslala kasetu albuma. Nakon što su odslušali kasetu, EMI-evi predstavnici sumnjali su u mogući komercijalni uspjeh albuma. Zatražili su Hollisa da ponovno snimi pjesmu ili zamijeni neke pjesme, ali je odbio to učiniti. Kad su krajem mjeseca dostavljene izvorne snimke, diskografska kuća naposljetku je ipak zaključila da je uradak uspješno dovršen.
Usprkos tomu što su bili skeptični prema Spirit of Edenu, EMI-evi predstavnici odlučili su produžiti ugovor za snimanje albuma. S druge strane, skupina je htjela raskinuti ugovor s tim izdavačem. „Do tada sam već znao da EMI nije tvrtka s kojom bi taj sastav trebao surađivati”, izjavio je menadžer Keith Aspden u intervjuu s časopisom Mojo. „Bojao sam se da neće biti dovoljno novca za snimanje još jednog albuma.” EMI i Talk Talk otišli su na sud kako bi riješili taj prijepor.
Sudski predmet temeljio se na pitanju je li EMI na vrijeme obavijestio skupinu o produženju ugovora. Prema dogovoru EMI je skupini trebao dostaviti pisanu obavijest o tome najkasnije tri mjeseca poslije dovršetka Spirit of Edena. Skupina je izjavila da je EMI tu obavijest poslao prekasno i komentirala je kako je tromjesečno razdoblje počelo kad je završilo snimanje. EMI je odgovorio da je to tromjesečno razdoblje počelo tek kad je bio zadovoljan snimkama i pozvao se na ugovornu klauzulu prema kojoj je album trebao biti „komercijalno prihvatljiv”. Sastav je to osporio uglavnom se oslanjajući na činjenicu da na uradak nisu unesene nikakve izmjene od završetka snimanja do objave. Sudac Andrew Morritt presudio je u EMI-evu korist, ali njegovu je presudu poništio prizivni sud. Ugovor s Talk Talkom naposljetku je poništen i sastav je naknadno potpisao ugovor s Polydorom.

## Promidžba i objava
Ćudljiva i eksperimentalna narav uratka učinila ga je zahtjevnim za promidžbu; jedan je recenzent izjavio da je to „vrsta albuma koja ljude iz marketinga potiče na samoubojstvo”. Tony Wadsworth, tadašnji Parlophoneov ravnatelj marketinga, u intervjuu s časopisom Q izjavio je: „Talk Talk nije tipična grupa i treba joj je pažljiva reklama. Nije toliko komplicirana, zapravo nije providna. Morate otkriti što više načina kojima ćete otkriti glazbu.” Procjenjujući remek-djela osamdesetih u članku za The Guardian, John Robinson usporedio je uradak s albumom Brilliant Trees Davida Sylviana: „[V]eličanstven, [ali] nimalo utrživ.”
Premda skupina nije namjeravala objaviti singl, EMI je objavio skraćenu inačicu pjesme „I Believe in You” za radio u rujnu 1988. (prethodno neobjavljena pjesma „John Cope” pojavila se na drugoj strani tog singla). Singl se nije uspio probiti na ljestvicu UK Singles Chart. U kolovozu te godine Tim Pope režirao je spot za „I Believe in You”, u kojem Hollis sjedi s gitarom pod rukom i pjeva stihove. „To je bila golema pogreška”, izjavio je Hollis. „Mislio sam da će mi se, budem li sjedio, slušao i zaista razmišljao o čemu je riječ, to vidjeti u očima. Ali to jednostavno ne možete. Osjećate se glupo.”
Skupina nije podržala album turnejom. Hollis je objasnio: „Nema šanse da ću ikad opet svirati stvari koje sam svirao na tom albumu jer jednostavno ne znam kako bih ih svirao. Tako da bi sviranje uživo, bavljenje nečim što je nastalo spontano, zapisivanje toga i nagovaranje nekoga da to odsvira – izgubila bi se sama bit, izgubila bi se čistoća koja ih je krasila od samog početka.” Skupina više nikad nije otišla na turneju.
Spirit of Eden objavljen je diljem svijeta 1988. Nije bio nimalo komercijalno uspješan u usporedbi s The Colour of Springom. Proveo je pet tjedana na britanskoj ljestvici albuma i na njoj je dosegao 19. mjesto. Na omotu albuma nalazi se drvo okićeno morskim školjkama, puževima, pticama i kukcima. Ilustrirao ga je James Marsh, koji je izrađivao ilustracije za skupinu tijekom cijele njezine karijere. U knjižici albuma nalaze se reprodukcije stihova koje je Hollis zapisao rukom. Godine 1997. album su digitalno remasterirali Phill Brown i Denis Blackham.

## Recenzije
| Recenzije                     | Recenzije |
| Izvor                         | Ocjena    |
| ----------------------------- | --------- |
| AllMusic                      | [ 28 ]    |
| Mojo                          | [ 29 ]    |
| NME                           | 7/10      |
| Pitchfork                     | 10/10     |
| Q                             | [ 23 ]    |
| Record Collector              | [ 31 ]    |
| Record Mirror                 | 4/5       |
| The Rolling Stone Album Guide | [ 33 ]    |
| Sounds                        | [ 34 ]    |
| Uncut                         | 10/10     |

Brojni su recenzenti i pohvalili i oštro kritizirali Spirit of Eden. U onodobnoj recenziji albuma Betty Page, pišući za Record Mirror, izjavila je da je skupina postala „beskompromisna i neograničena plitkim idejama o tome 'što je utrživo'”, a Mark Cooper u recenziji za Q usporedio je uradak s „pastoralnim spektaklima s početka sedamdesetih” i istaknuo je „raspon, ambiciju i samodostatnost koji Hollisu i ostalima omogućuju da iskorače iz vremena i uđu u svoj svijet”. „Stoga nije riječ o uspješnim singlovima,” dodao je, „nego o hrabru albumu koji se ne boji slijediti svoju muzu posljedicama usprkos”. U osvrtu za Sounds Roy Wilkinson napisao je da je Talk Talk „izrastao u kontemplativne glazbene znanstvenike”, a premda je komentirao da su stihovi povremeno neobični i da druga polovina albuma nije na razini „veličanstvenosti” prve, zaključio je da je cijeli uradak „neobično prelijep”. Na početku svoje recenzije za New Musical Express Simon Williams šaljivo je odbacio album kao pokušaj bavljenja „konceptualizmom”, a potom je članove skupine prozvao „nepokolebljivim i odlučnim” u izrugivanju „komercijalnim zakonima uz fascinantan manjak obzira prema razumijevanju ili prihvaćanju”.
U trećem izdanju Rolling Stone Album Guidea J. D. Considine dao mu je jednu zvjezdicu od njih pet i izjavio je: „Umjesto da postane bolji ili lošiji, taj sastav svake godine postaje sve pretenciozniji ... Na Spirit of Edenu vokale Marka Hollisa koji zvuče kao Pete Townshend na dramaminama izguralo je besmisleno sviruckanje skupine.” Godine 2001. u članku za The Spectator Marcus Berkmann izjavio je da je uradak „gotovo namjerno nejasan” i da ga određuje glazbeni stil blizak slobodnom jazzu koji ima premalo toga zajedničkog s The Colour of Springom da bi se svidio obožavateljima.
Uradak je nekoliko desetljeća nakon objave počeo dobivati više pohvala. AllMusicov recenzent Jason Ankeny zaključio je da je uradak po tome što izbjegava „elektroniku kako bi [stvorio] prirodne zvukove uživo” te po tome što izbjegava „strukturu kako bi [stvorio] atmosferu”. Dodao je da je posrijedi „revolucionarno djelo”. Godine 2012. u osvrtu za Mojo Danny Eccleston napisao je da „nikad više neće biti takva albuma s obzirom na to da propast rasipničke staromodne glazbene industrije znači da nitko više neće potrošiti toliko novca na nešto tako neobično”. U recenziji iz 2019. za Pitchfork Jeremy D. Larson pohvalio je uradak kao majstorsko postignuće u suvremenoj glazbi; komentirao je da je „Spirit of Eden velik udah vjerskih osjećaja, onih koje su rock i pop godinama izdisali. Uzbuđenje i zastoji koje pruža zadržavanje daha pokreću album od početka do kraja”.

## Utjecaj
Pojedini recenzenti smatraju da su taj uradak i idući album Laughing Stock utjecali na žanr post-rocka, koji je nastao u Ujedinjenom Kraljevstvu i Sjevernoj Americi u devedesetim godinama 20. stoljeća. U recenziji albuma Hex sastava Bark Psychosis, u kojoj je osmislio termin „post-rock”, Simon Reynolds zaključio je da Hex nastoji zahvatiti „baroknu veličinu” Spirit of Edena. Andy Whitman iz časopisa Paste napisao je da Spirit of Eden predstavlja početak post-rocka: „Jasna obilježja žanra – teksturirane gitare, naglasak na dinamici, elektronika, ambijentalna glazba i minimalizam – sva se nalaze na istom mjestu i otvorila su put grupama kao što su Sigur Rós, Mogwai, Godspeed You! Black Emperor, Low i kasniji Radiohead.” U Birmingham Postu Simon Harper izjavio je kako se „teško može reći da bi Tortoise i njegovi kolege iz Chicaga zvučali jednako da nije bilo zapanjujućih postignuća Hollisa i Tima Friese-Greenea”. Brojni sastavi i glazbenici, među kojima su Graham Coxon, Doves, Elbow i Bedhead, pohvalili su Spirit of Eden ili izjavili da je utjecao na njih.
Godine 2008. Alan McGee napisao je: „Spirit of Edenu nije prošao rok trajanja; izvanredno je koliko zvuči suvremeno, a predviđa post-rock, The Verve i Radiohead. To je zvuk glazbenika koji je dobio ključeve kraljevstva i koji se vratio s umjetnošću.”
U rujnu 2018. Mark Lager pisao je o albumu za PopMatters na tridesetu godišnjicu njegove objave i izjavio je da je Spirit of Eden „nadahnuo i utjecao na tri najeksperimentalnija i najinovativnija albuma devedesetih: Lazer Guided Melodies (Spiritualized), A Storm in Heaven (The Verve) i Hex (Bark Psychosis). Sva tri albuma slijedila su njegove obrasce kad je riječ o dinamičnu intenzitetu, improvizacijama [u stilu] free jazza i prostorima tišine.”
Spirit of Eden zauzeo je 419. mjesto u knjizi All Time Top 1000 Albums Colina Larkina iz 2000. Godine 2006. Q ga je uvrstio na 31. mjesto popisa „40 najboljih albuma iz osamdesetih”, a 2013. časopis NME postavio ga je na 95. mjesto popisa „500 najboljih albuma svih vremena”.

## Popis pjesama
Sve su pjesme napisali Mark Hollis i Tim Friese-Greene.
| 1. | »The Rainbow« | 9:05 |
| 2. | »Eden«        | 6:37 |
| 3. | »Desire«      | 6:57 |

| Druga strana | Druga strana       | Druga strana | Druga strana | Druga strana | Druga strana | Druga strana | Druga strana | Druga strana | Druga strana |
| Br.          | Skladba            | Trajanje     |              |              |              |              |              |              |              |
| ------------ | ------------------ | ------------ | ------------ | ------------ | ------------ | ------------ | ------------ | ------------ | ------------ |
| 1.           | »Inheritance«      | 5:16         |              |              |              |              |              |              |              |
| 2.           | »I Believe in You« | 6:11         |              |              |              |              |              |              |              |
| 3.           | »Wealth«           | 6:35         |              |              |              |              |              |              |              |
| 41:30        |                    |              |              |              |              |              |              |              |              |

## Zasluge
| Talk Talk - Lee Harris – bubnjevi - Paul Webb – bas-gitara - Mark Hollis – vokal, glasovir, orgulje, gitara; produkcija | Ostalo osoblje - Phill Brown – inženjer zvuka - James Marsh – omot albuma |

Dodatni glazbenici
- Tim Friese-Greene – harmonij, glasovir, orgulje, gitara; produkcija
- Martin Ditcham – udaraljke
- Robbie McIntosh – rezonatorska gitara, gitara s 12 žica
- Mark Feltham – usna harmonika
- Simon Edwards – meksički bas
- Danny Thompson – kontrabas
- Henry Lowther – truba
- Nigel Kennedy – violina
- Hugh Davies – shozyg
- Andrew Stowell – fagot
- Michael Jeans – oboa
- Andrew Marriner – klarinet
- Christopher Hooker – engleski rog
- Zbor katedrale u Chelmsfordu – zborski vokali

## Ljestvice
| Ljestvica (1988.)      | Najviša pozicija |
| ---------------------- | ---------------- |
| Nizozemska             | 5.               |
| Njemačka               | 16.              |
| Švicarska              | 12.              |
| Ujedinjeno Kraljevstvo | 19.              |

| Ljestvica (2018. – 2019.)                | Najviša pozicija |
| ---------------------------------------- | ---------------- |
| Belgija (Flandrija)                      | 77.              |
| Belgija (Valonija)                       | 127.             |
| Škotska                                  | 18.              |
| Švicarska                                | 78.              |
| Ujedinjeno Kraljevstvo                   | 63.              |
| Ujedinjeno Kraljevstvo (Album Downloads) | 7.               |
| Ujedinjeno Kraljevstvo (Album Sales)     | 17.              |
| Ujedinjeno Kraljevstvo (Physical Albums) | 51.              |
| Ujedinjeno Kraljevstvo (Vinyl Albums)    | 21.              |